# Janvier 2009

## Évènements prolongés
- Crise économique de 2008-2010
- Début de l’épidémie de méningite en Afrique de l’Ouest de 2009 ‑ 2010
- Guerre de Gaza de 2008 ‑ 2009 (décembre 2008 ‑ janvier 2009)
- Début de la grève générale aux Antilles françaises (20 janvier 2009 ‑ 5 mars 2009)

## Faits marquants
- 1er janvier :
  - l’Irlande interdit la vente de la lampe à incandescence.
  - en France, la Gendarmerie nationale passe sous la tutelle du ministère de l’Intérieur.
  - entrée de la Slovaquie dans la zone euro.
  - le monopole de la pharmacie suédoise prend fin.
  - la Norvège légalise le mariage homosexuel.
  - la Hongrie adopte le pacte civil de solidarité (PACS).
  - la République tchèque prend la présidence tournante de l’Union européenne.
- 2 janvier : l’armée sri-lankaise parvient à s’emparer de Kilinochchi, la capitale des rebelles des Tigres tamouls. Le conflit a fait 11 144 morts en 2008.
- 3 janvier :
  - guerre à Gaza : après des tirs de mortier du Hamas sur des villes israéliennes depuis plusieurs jours, l’armée israélienne pénètre dans la bande de Gaza.
  - au Ghana, victoire du chef de l’opposition, John Atta Mills, lors de l’élection présidentielle avec 50,23 % des voix contre 49,77 % pour le candidat du Nouveau Parti Patriotique Nana Addo Dankwa Akufo-Addo.
- 5 janvier :
  - en France, la suppression de la publicité entre 20 heures et 6 heures sur les chaînes publiques françaises devient effective.
  - en République démocratique du Congo, des affrontements à Negero font 20 morts.
  - Ahmed Aboutaleb prend ses fonctions de bourgmestre de Rotterdam et devient le premier maire musulman d’une grande ville européenne au XXIe siècle.
- 6 janvier : au Danemark, création du Borgerligt Centrum (Centre civil), un parti politique de centre-droit fondé sur des valeurs libérales et humanistes, fondé par le député Simon Emil Ammitzbøll, un ancien membre du Parti social-libéral danois.
- 7 janvier : République démocratique du Congo : le chef d’État-Major de la rébellion congolaise du Congrès national pour la défense du peuple a affirmé avoir renversé son président, Laurent Nkunda
- 8 janvier : le Costa Rica est frappé par un séisme d’une magnitude 6,2 près de San Jose : 19 morts et 85 disparus.
- 9 janvier : États-Unis : la Cour fédérale de Miami a condamné Charles McArthur Emmanuel Taylor, le fils de l’ex-dictateur du Liberia Charles Taylor, à 97 ans de prison pour tortures et assassinats.
- 11 janvier : en Somalie, des combats opposant des organisations islamistes rivales au nord de Mogadiscio font entre 20 et 30 morts.
- 13 et 14 janvier : en Lettonie, des émeutes à Riga exigent la démission du Parlement.
- 15 janvier :
  - États-Unis : un Airbus A320 d’US Airways est contraint d’amerrir sur le fleuve Hudson peu après son décollage à la suite de la panne de ses deux réacteurs.
  - Astronomie : ouverture de l’Année mondiale de l’astronomie à Paris.
- 17 janvier : un hélicoptère Aérospatiale AS532 Cougar des Forces armées françaises s’est abîmé en mer après son décollage de La Foudre au large de Nyonié au Gabon pour un exercice militaire franco-gabonais. Sur les 10 membres de l’équipage, deux ont survécu.
- 18 janvier : conflit à Gaza : un cessez-le-feu est trouvé entre Israël et le Hamas, et les soldats israéliens se retirent de la bande de Gaza.
- 19 janvier : en Guadeloupe, début d’un vaste mouvement de grève paralysant l’île antillaise, dirigée par le LKP, et s’étendant par la suite à la Martinique et à d’autres territoires d’Outre-Mer. La grève dure jusqu’au 5 mars 2009.
- 20 janvier : investiture de Barack Obama comme 44e président des États-Unis.
- 21 janvier : le Vatican procède à la levée de l’excommunication des 4 évêques de la Fraternité sacerdotale Saint-Pie-X, malgré les propos négationnistes tenus par l’un d’entre eux, Mgr Richard Williamson.
- 24 janvier : la tempête Klaus frappe le sud-ouest de la France et le nord de l’Espagne et de l’Italie y faisant d’importants dégâts (forêts dévastées, toitures envolées) ainsi que 30 victimes.
- 25 janvier : Royal Rumble 2009.
- 26 janvier :
  - Islande : démission du Premier ministre Geir Haarde remplacé par Jóhanna Sigurðardóttir.
  - Astronomie : éclipse solaire annulaire.
- 29 janvier : en France, journée d’action contre la politique de Nicolas Sarkozy : grèves et manifestations.
- 31 janvier : l’explosion d’un camion citerne au Kenya après un accident de la route provoque la mort de 122 personnes et en blesse plus de 200 autres.